# Cognición canina

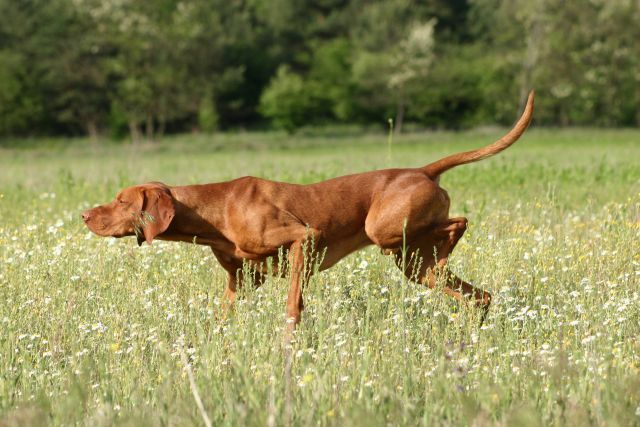
Muchos perros pueden seguir una indicación de un humano.

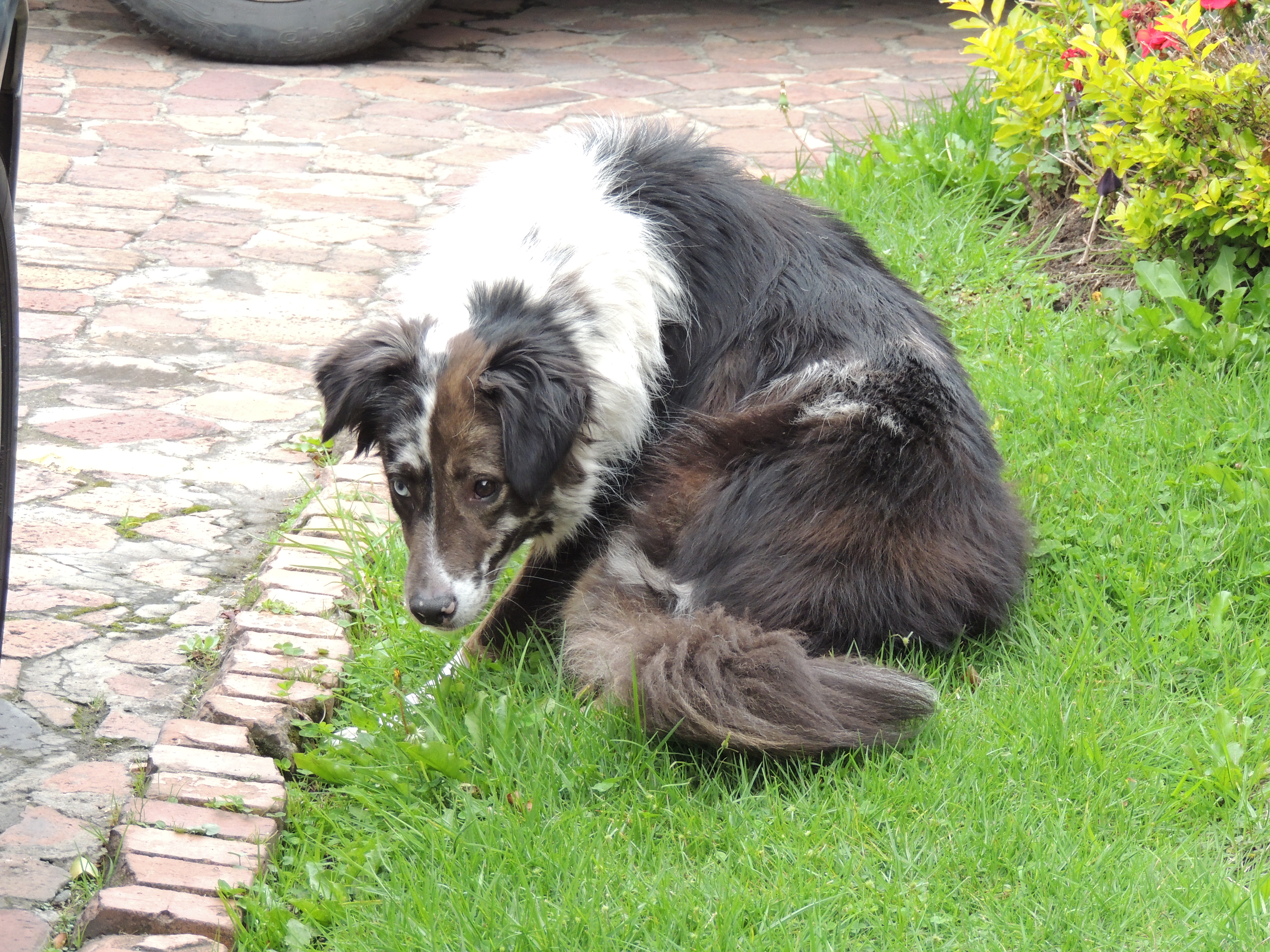
Perra mestiza expresando curiosidad y temor al observar un gato.

La inteligencia canina o cognición canina es el proceso donde los perros adquieren, almacenan en su memoria, recuperan, unen, comparan y utilizan información sobre situaciones nuevas y habilidades conceptuales.
El psicólogo estadounidense Stanley Coren, investiga sobre los tres tipos de inteligencia que tienen los perros: instintiva, adaptativa y de trabajo-obediencia; en su libro La fabulosa inteligencia de los perros. En él, define la inteligencia instintiva como la compuesta por comportamientos y habilidades que los perros poseen por su propia naturaleza. La adaptativa, como la capacidad para aprender de la experiencia y resolver problemas por su cuenta. Mientras la inteligencia del trabajo y obediencia hace referencia a su habilidad para aprender, seguir órdenes, o realizar tareas específicas cuando se le solicita.
Algunos estudios han revelado que los perros muestran numerosas conductas relacionadas con la cognición. Tienen habilidades de memoria avanzadas y son capaces de leer y reaccionar apropiadamente al lenguaje del cuerpo humano, como los gestos y señales, y de entender las órdenes dadas por los humanos. Los perros manifiestan una teoría de la mente mediante el engaño.

## Perspectiva evolutiva
Los perros se han empleado muchas veces en estudios de cognición, incluyendo investigaciones sobre la percepción, la conciencia, la memoria y el aprendizaje, especialmente la investigación sobre el condicionamiento clásico y el condicionamiento operante. En el curso de esta investigación, los científicos del comportamiento descubrieron un sorprendente conjunto de habilidades socio cognitivas en el perro doméstico, habilidades que no poseen ni sus parientes caninos más cercanos ni otros mamíferos altamente inteligentes como los grandes simios. Más bien, estas capacidades son similares a algunas de las habilidades cognitivas sociales de los niños.
Esto puede ser un ejemplo de evolución convergente, la cual se da cuando dos especies parecidas, de estructuras ancestrales distintas, desarrollan independientemente soluciones similares a los mismos problemas. Por ejemplo, los peces, los pingüinos y los delfines han desarrollado (por separado) sus aletas como solución al problema de moverse por el agua. Con los perros y los humanos, podemos ver una convergencia psicológica; es decir, los perros han evolucionado para ser cognitivamente más similares a los humanos que nosotros a nuestros parientes genéticos más cercanos. Revela los resultados de la investigación sobre cómo piensan los perros y cómo los humanos podemos tener relaciones más profundas con ellos.: 60 
Sin embargo, es cuestionable que la evolución cognitiva de los humanos y de los animales pueda ser llamada "independiente". Las capacidades cognitivas de los perros inevitablemente han sido moldeadas por la existencia de contacto con los humanos, aprenden rápidamente el significado de las palabras. muestran una predisposición cognitiva y manifiestan emociones similares a las de los humanos. Como resultado de esta evolución física y social, muchos perros responden fácilmente a indicaciones comunes de los humanos, aprenden rápidamente el significado de las palabras, muestran una predisposición cognitiva y manifiestan emociones que parecen ser un reflejo de las emociones de los humanos.
Las investigaciones realizadas revelan que los perros domésticos pueden perder algunas de sus habilidades cognitivas originales una vez que se unen a los humanos. Por ejemplo, un estudio mostró evidencia de que los dingo (Canis dingo) pueden superar a los perros domésticos en experimentos de resolución de problemas no sociales. Otro estudio indica que después de ser entrenados para resolver una simple tarea de manipulación, los perros que se enfrentan a una versión irresoluble del mismo problema buscan a un humano que esté cerca, mientras que los lobos socializados no lo hacen. Por lo tanto, los perros domésticos de hoy suelen utilizar a los humanos para resolver algunos de sus problemas.
En 2014, un estudio completo del genoma de las diferencias de ADN entre lobos y perros reveló que los perros no mostraban una reacción reducida al miedo, sino una mayor plasticidad sináptica. Se cree que la plasticidad sináptica es el correlato celular del aprendizaje y la memoria, y este cambio pudo haber alterado las habilidades de aprendizaje y memoria de los perros.
Las mayoría de las investigaciones modernas sobre la cognición canina se han enfocado en perros de mascota viviendo en hogares humanos en países desarrollados, la cual es solo una pequeña fracción de la población canina, mientras que los perros de otras localidades pueden mostrar diferentes conductas cognitivas. Las diferencias de raza podrían tener un impacto en la memoria espacial y otras capacidades de la memoria.

## Estudios de investigación a lo largo de la historia
La primera prueba de cognición para perros se llevó a cabo en 1976. Incluía evaluaciones a la memoria a corto plazo, agilidad y a la capacidad de resolver problemas como desviarse hacia un objetivo. También evaluó la capacidad de un perro para adaptarse a nuevas condiciones y a enfrentar situaciones emocionales difíciles. La prueba se les realizó a 100 perros y se desarrollaron nuevas razas. Stanley Coren utilizó encuestas realizadas por jueces de obediencia canina para clasificar las razas de perros según su inteligencia y publicó los resultados en su libro. The Intelligence of Dogs.

## Percepción
Se entiende por percepción a los procesos mentales a través de los cuales la información sensorial entrante se organiza y e interpreta para representar y comprender el entorno. La percepción incluye procesos como la selección de información por medio de la atención, la organización de la información sensorial a través de la agrupación y la identificación de situaciones y objetos. En los perros, la información olfativa (sentido del olfato) es particularmente destacable (comparado con el de los humanos), pero los sentidos de los perros también incluyen la visión, el oído, el gusto, el tacto y la propiocepción. También existe evidencia de que los perros pueden percibir el campo magnético de la tierra.
Un experto señaló que los perros pueden percibir el paso de tiempo a través de la disipación de olores.

## Conciencia
El concepto de permanencia del objeto se refiere a la capacidad de un animal para comprender que los objetos siguen existiendo aun cuando se han movido lejos de su campo de visión. Esta capacidad no está presente al nacer, y el psicólogo del desarrollo Jean Piaget describió seis etapas en el desarrollo de la permanencia de objetos en bebés humanos. Se ha utilizado un enfoque similar con los perros, y hay evidencia de que los perros pasan por etapas similares y alcanzan la quinta etapa avanzada cerca de la edad de 8 semanas. En esta etapa pueden rastrear "movimientos visibles continuos" donde el experimentador mueve el objeto detrás de múltiples pantallas para dejarlo detrás de la última. No está claro si los perros alcanzan la etapa 6 del modelo de Piaget del desarrollo de la permanencia de objeto.
Un estudio realizado en 2013 indicó que los perros pueden reconocer a otros perros independiente de la raza, tamaño o forma y pueden distinguirlos de otros animales.
En 2014, un estudio donde se utilizaron imágenes por resonancia magnética demostró que existen áreas de respuesta de voz en el cerebro de los perros y que muestra un patrón de respuesta en el lóbulo temporal anterior, que es similar al de los humanos.

## Cognición social

### Aprendizaje social: observación y clasificación

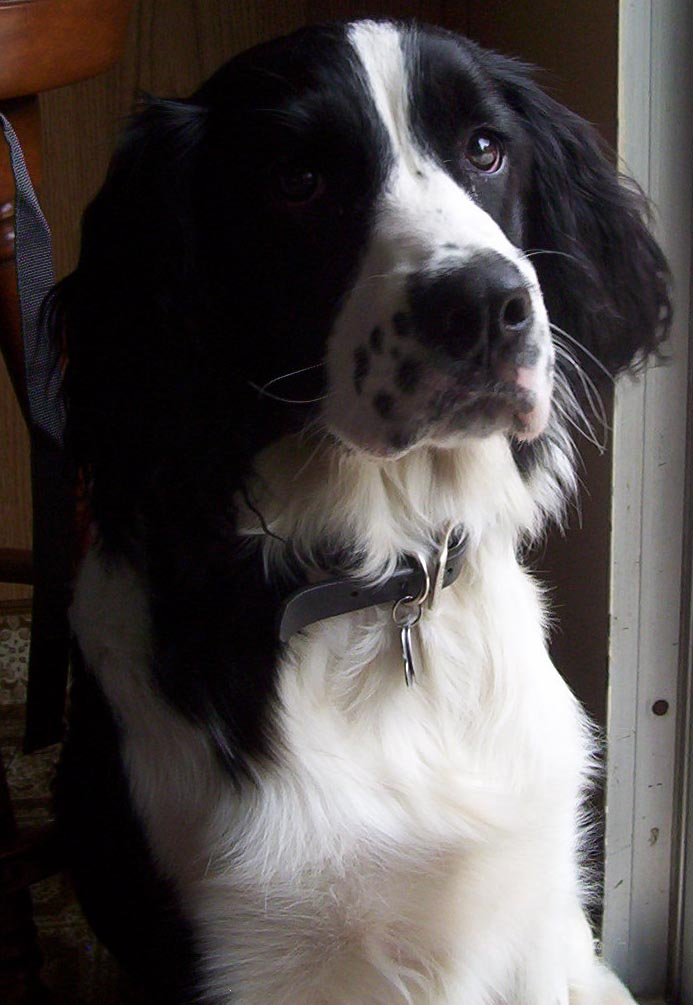
Un Springer spaniel inglés escuchando indicaciones de su dueño.

Los perros son capaces de aprender por medio de un simple refuerzo (por ejemplo, el condicionamiento clásico y el operante, pero también aprenden observando a los humanos y a otros perros.
En un estudio se investigó si los perros que participan en juegos en pareja ajustarían su comportamiento al grado de atención de su compañero. Los experimentadores observaron que las señales para jugar solo se enviaban cuando el perro llamaba la atención de su pareja. Si esta pareja está distraída, el perro se ocupaba de llamar la atención del compañero antes de enviarle la señal para jugar.
Los cachorros aprenden rápidamente sus conductas siguiendo el ejemplo de perros que ya tienen experiencia. Esta forma de comprensión no es propia de las tareas por las que los perros han sido entrenados para realizar, sino que puede aplicarse a varios problemas abstractos. Por ejemplo,a los cachorros de raza Dachshund se les planteó el problema de tirar de un carro jalando de un trozo de cinta para obtener una recompensa desde el interior del carro. Los cachorros que observaron a un perro adulto con experiencia realizar esta prueba aprendieron la tarea quince veces más rápido que los cachorros que tuvieron que resolver el problema por ellos mismos.
El rango social de los perros afecta su rendimiento en situaciones de aprendizaje social. En los grupos sociales con una jerarquía definida, los individuos dominantes son los demostradores más influyentes y la transferencia de conocimientos tiende a ser unidireccional, de rango superior a inferior. En un experimento de resolución de problemas, los perros dominantes generalmente se desempeñaban mejor que sus subordinados cuando observaban las acciones de un demostrador humano, un hallazgo que refleja en dominio del ser humano en los grupos perro-humanos. Los perros subordinados aprenden mejor del perro dominante que está adyacente en la jerarquía.

### Comportamiento humano como referencia
Los perros muestran una cognición social similar a la de los humanos en varias maneras. Por ejemplo, los perros pueden reaccionar de forma adecuada al lenguaje corporal humano como los gestos y las señalizaciones, y también entienden las órdenes de la voz humana Por ejemplo, en un estudio, a los cachorros se les mostró una caja, y se les enseñó que cuando el adiestrador presionaba una palanca, una pelota salía de la caja. El adiestrador permitió entonces que el cachorro jugara con la pelota, convirtiendo el acto en una recompensa intrínseca. A los cachorros se les permitió interactuar con la caja. Luego, aproximadamente tres cuartas partes de los cachorros tocaron la palanca, y más de la mitad soltaron la pelota con éxito, comparado con solo un 6% en un grupo de control que no vio al humano manejar la palanca.
De forma similar, los perros pueden ser guiados por señales que indican a donde el humano está prestando atención En una de las tareas, se escondió una recompensa bajo uno de dos cubos. El experimentador indicó el lugar de la recompensa golpeando el cubo, señalándolo, asintiendo frente al cubo o simplemente mirándolo. Los perros siguieron estas señales, desempeñándose mejor en esta tarea que los chimpancés lobos y niños; incluso cachorros con exposición limitada a los humanos se desempeñaron bien. : 1634–6 
Los perros pueden seguir la dirección de las indicaciones de los humanos. Los perros cantores de Nueva Guinea son proto perros, semi salvajes, endémicos de las remotas regiones alpinas de Nueva Guinea, y pueden seguir las señales de los humanos, como también pueden los Dingos Australianos. Ambos muestran una habilidad para comprender gestos humanos que surgieron al comienzo de la domesticación sin que existiera una selección (de los gestos) por parte de los humanos. También se ha demostrado que los perros y los lobos pueden seguir indicaciones más complejas hechas con partes del cuerpo que no sean brazos o manos (por ejemplo, el codo, la rodilla o el pie) Los perros tienden a seguir más las indicaciones apuntadas con la mano y el brazo cuando se combinan con la señalización ocular. En general, los perros parecen usar las señales de los humanos como una indicación de hacia donde ir o qué hacer. En conclusión, los perros parecen tener varias habilidades cognitivas necesarias para entender la comunicación como información; sin embargo, los hallazgos sobre la comprensión de los perros a cerca de la referencialidad y otros estados mentales, son controversiales y no está claro si el perro mismo se comunica con motivos informativos.
Para que los caninos se desempeñen bien en las tareas tradicionales dirigidas por los humanos (por ejemplo, seguir el rastro humano) se requieren tanto experiencias importantes con humanos (incluyendo la socialización con humanos durante la fase crucial del desarrollo social) y oportunidades para relacionar las partes del cuerpo humano con ciertos resultados (tales como la provisión de alimentos por parte de los humanos, el que un ser humano arroje o patee una pelota, etc).
En el año 2016, en un estudio de perros de rescate acuático que responden a palabras o gestos, se descubrió que los perros responden al gesto más que a la orden verbal.

## Memoria

### Memoria episódica
Los perros han demostrado tener una memoria episódica al recordar eventos pasados que incluyen las complejas acciones de los humanos.

### Aprendizaje y uso de palabras
Varios estudios han demostrado que los perros aprenden fácilmente los nombres de los objetos y pueden encontrar un objeto de entre muchos cuando se les da su nombre. Por ejemplo, en 2008, Betsy una Border Collie sabía más de 340 palabras gracias a la prueba de búsqueda del objeto, y también podía hacer una conexión entre un objeto y una imagen de este, aun cuando nunca lo hubiese visto antes. En otro estudio, un perro observaba como los experimentadores se entregaban y devolvían un objeto de uno a otro mientras usaban el nombre del objeto en la oración. El perro posteriormente encontraba el objeto al que le habían asignado nombre.
En los humanos, el mapeo rápido es la capacidad de formar hipótesis rápidas y aproximadas al significado de una nueva palabra después de una sola exposición. En 2004, un estudio con Rico un Border Collie, reveló que él era capaz de hacer un mapeo rápido. Inicialmente, Rico sabía las denominaciones de más de 200 objetos. Infería los nombres de estos artículos de novedad por exclusión, es decir, sabiendo que no conocía estos objetos. Rico seleccionó correctamente los artículos, cuatro semanas después de la exposición final. Rico también era capaz de interpretar algunas frases como "traer el calcetín" por las palabras que componen esta frase (en vez de considerar su pronunciación como una sola palabra). Rico también podía darle el calcetín a una persona específica. Este desempeño se puede comparar con el de un niño de 3 años.
En 2013, un estudió documentó las capacidades de aprendizaje y memoria de un Border Collie, “Chaser” que al momento de la publicación del estudio había aprendido los nombres y podía asociar por orden verbal más de 1000. Se documentó que Chaser podía aprender los nombres de nuevos objetos “por exclusión”, y era capaz de relacionar sustantivos con verbos. Se afirma que lo esencial para comprender estos notables logros del Border Collie es la formación de las crías; los collies criados para el trabajo de pastoreo son especialmente adecuados para tareas intelectuales como la asociación de palabras que puede requerir que el perro trabaje "a distancia" de sus compañeros humanos, y el estudio reconoce la cría selectiva del perro, además de un entrenamiento riguroso para su destreza intelectual.
Un estudio de neuroimagen encontró que el cerebro de los perros muestra diferentes patrones de actividad ante un idioma conocido y un idioma desconocido. En el estudio expusieron a 18 perros a dos idiomas: español y húngaro. En el estudio participó Kun-kun, un perro originalmente expuesto al español y el resto de los participantes había sido expuesto originalmente al húngaro. Al comparar las respuestas cerebrales hacia el habla y el no habla (estímulo control), los investigadores encontraron distintos patrones de actividad en la corteza auditiva primaria de los perros. Además de detectar el habla, el cerebro de los perros también distinguió entre español y húngaro. Los patrones de actividad específicos al idioma se encontraron en otra región, la corteza auditiva secundaria. Entre más años tenía un perro, su cerebro fue mejor distinguiendo idiomas. Video en YouTube.

## Inteligencia emocional
Varios estudios indican que los perros sienten emociones complejas, como los celos y la ansiedad. Sin embargo, la evidencia de estas emociones aparentemente humanas debe ser interpretada con cuidado. Por ejemplo, en su libro Good Natured de 1996, el etólogo Frans de Waal analiza un experimento sobre la culpa y los regaños a una Siberian Husky hembra. . La perra tenía la costumbre de destrozar los periódicos, y cuando su dueño regresaba a casa para encontrarse con los papeles destrozados y regañarla, ella actuaba culpable. Sin embargo, cuando el mismo dueño destrozaba los papeles sin que la perra lo supiera, ella "actuó tan culpable como cuando ella misma había hecho el desastre". De Waal concluye que la perra no mostró verdadera culpa tal como los humanos la entienden, sino simplemente la anticipación de un regaño.
Una limitación en el estudio de las emociones de los animales, es que no pueden verbalizar para expresar sus sentimientoS. Sin embargo, las emociones de los perros pueden ser analizadas de manera indirecta a a través de pruebas cognitivas llamadas pruebas de predisposición cognitiva las cuales evalúan un sesgo cognitivo y permiten hacer deducciones sobre el estado de ánimo del animal. Los investigadores han descubierto que los perros que sufren de ansiedad por separación presentan una predisposición más negativa comparado con aquellos que no la sufren. Por otra parte, cuando la ansiedad por separación de los perros es tratada con medicamentos y terapia conductual,su predisposición cognitiva se vuelve menos negativa que antes de empezar el tratamiento. Además, la administración de oxitocina en vez de un placebo , produce una predisposición cognitiva más positiva y una expectativa mejor en los perros. Es por eso que se considera que la prueba de predisposición cognitiva puede ser utilizada para controlar los estados emocionales positivos, y, por lo tanto, el bienestar de los perros
Existe evidencia de que los perros pueden distinguir las expresiones de emoción de los rostros de los humanos. Además, parecen responder a estas expresiones de la misma manera que los humanos. Por ejemplo, los humanos tienden a mirar el lado derecho del rostro de una persona, lo cual puede estar relacionado con el uso del hemisferio cerebral derecho para el reconocimiento facial. Los investigadores indican que los perros también se fijan en el lado derecho del rostro humano, pero no de otros perros u otros animales. Los perros son la única especie no primate que se ha descubierto que lo hacen.

## Resolución de problemas
Las dinámicas específicas de cada sexo contribuyen de manera significativa a las diferencias individuales en el rendimiento cognitivo de los perros de compañía en tareas repetidas de resolución de problemas.
Los dingos criados en cautiverio (Canis lupus dingo) pueden superar a los perros domésticos en la resolución de problemas no sociales. Otro estudio indicó que después de someterse a entrenamiento para resolver una simple tarea de manipulación, los perros que se enfrentaban a una versión sin solución del problema, miraban al ser humano, mientras que los lobos socializados no lo hacían. Los perros domésticos modernos utilizan a los humanos para que ellos resuelvan sus problemas.

## Aprendizaje por inferencia
Se ha demostrado que los perros aprenden mediante inferencia de manera similar a los niños.: 170–180 
Los perros tienen la capacidad de entrenarse a sí mismos y de aprender ciertas conductas a través de la interacción y observación de otros perros.

## Teoría de la mente
La "Teoría de la mente" es la capacidad de atribuir estados mentales, creencias, intenciones, deseos, pretensiones, conocimientos, etc, a uno mismo y a los demás y de comprender que los demás tienen creencias, deseos, intenciones y perspectivas que son diferentes de las propias. Existe evidencia de que los perros muestran una teoría de la mente. Por ejemplo, un individuo informó de un perro que escondió una golosina robada sentándose sobre esta hasta que el dueño de la golosina salió de la habitación. Aunque esto pudo haber sido un accidente, insinúa que el ladrón (el perro) sabía que el dueño de la golosina no podría encontrar la golosina si no estuviera a su vista Un estudio reveló que los perros pueden identificar un objeto que una persona haya estado buscando en base a la importancia que este objeto tenga para el humano y tienen más interés en identificar un objeto que sea importante para la persona que uno irrelevante. Esto indica que los perros pueden tener una versión rudimentaria de algunas de las habilidades necesarias para la teoría de la mente.